# Polish Journal of Chemistry
Das Polish Journal of Chemistry, üblicherweise mit Pol. J. Chem. abgekürzt, war eine Wissenschaftliche Fachzeitschrift mit Peer Review und das offizielle Journal der Polish Chemical Society. Sie trug auch den lateinischen Untertitel Annales Societatis Chimicae Polonorum. Das Journal deckte alle Felder der Chemie ab: physikalisch, theoretisch, anorganisch, organisch und bioorganisch, sowie medizinal, makromolekular, supramolekular und modellierend. Es wurde 1921 unter dem Namen Roczniki Chemii (polnisch für "Annalen der Chemie", ISSN 0035-7677, üblicherweise abgekürzt als Rocz. Chem.) gegründet und ab 1978 unter dem neueren Namen veröffentlicht. Letzter Chefredakteur war Z. Galus (Universität Warschau). Durch den Beitritt der Polish Chemical Society zu Chemistry Europe ist das Journal im European Journal of Inorganic Chemistry und European Journal of Organic Chemistry aufgegangen.